# ورنوی، شرانت
ورنوی (به فرانسوی: Verneuil, Charente) یک کمون در فرانسه است که در Canton of Montembœuf واقع شده‌است.

## خصوصیات
ورنویل ۷٫۷۰ کیلومترمربع مساحت و ۱۰۱ نفر جمعیت دارد و ۲۷۰ متر بالاتر از سطح دریا واقع شده‌است.